# Myotis mystacinus
Murin à moustaches
Espèce
Statut de conservation UICN

 LC  : Préoccupation mineure
Le Murin à moustaches (Myotis mystacinus) est une espèce de chauves-souris de la famille des Vespertilionidae. Il vit en Eurasie ainsi qu'au Maroc, de la plaine jusqu'en montagne dans le Nord de sa répartition, et de préférence en altitude dans les zones au climat méditerranéen. Il fait partie du groupe dit des « murins à museau sombre » dont la morphologie cryptique rend l'identification des espèces difficile, avec notamment le Murin d'Alcathoé (M. alcathoe) en Europe, le Murin de Brandt (M. brandtii) et le Murin doré (M. aurascens) en Eurasie.

## Description
Petite chauve-souris au pelage dorsal gris-brun et au ventre plus grisâtre. La face est sombre souvent noire, et le tragus est pointu et long. Elle peut être confondue avec Myotis brandtii et Myotis alcathoe, qui se chevauchent au niveau de la répartition géographique et des mensurations. Une clé de détermination est nécessaire pour une identification rigoureuse.
- Longueur tête-corps : 3.5 - 4.8 cm
- Longueur de la queue : 3 - 4.3 cm
- Longueur de l'avant-bras : 3.2 - 3.65 cm
- Envergure : 19 - 22.5 cm
- Poids : 4 - 8 g
- Dentition : 38 dents (10 incisives, 4 canines, 12 prémolaires, 12 molaires)
- Echolocation : proche de 30 kHz
- Espérance de vie : 4 ans, records 23 ans

## Écologie et comportement

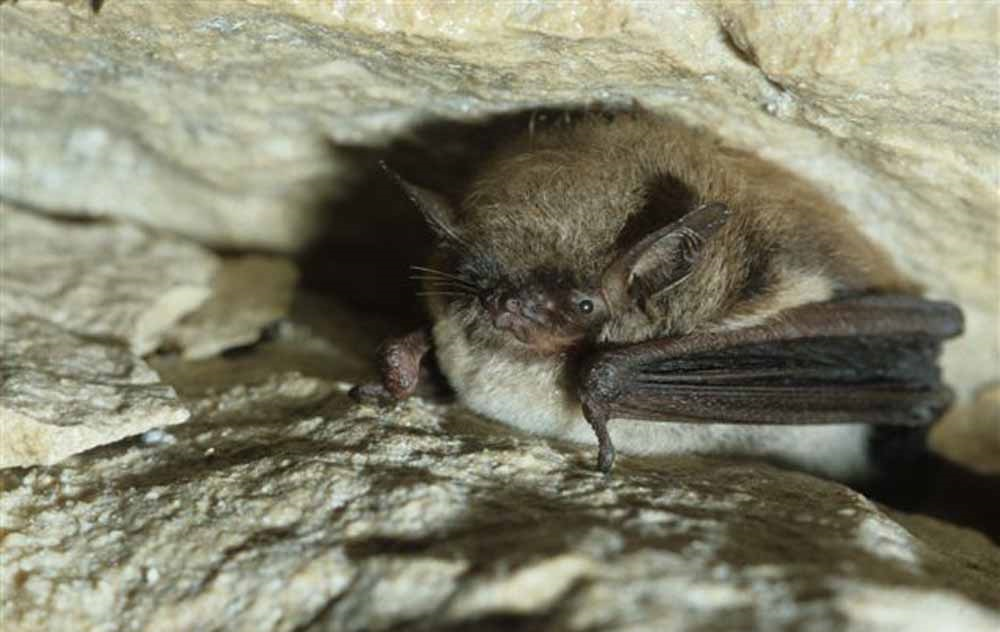
Murin à moustaches posé

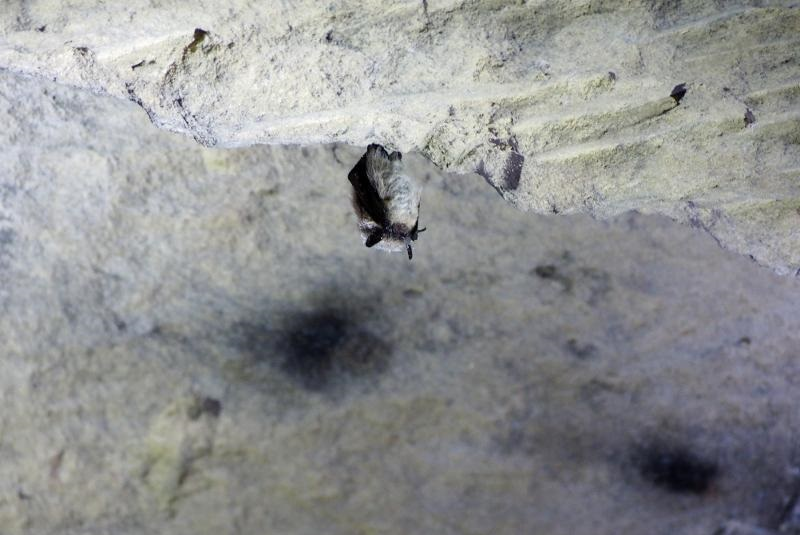
Murin à moustaches agrippé au plafond

Pour l'hibernation, elle est presque toujours solitaire, nichée dans des anfractuosités. Elle recherche des gîtes à très forte hygrométrie et frais, et choisit autant les petites caves que les grottes, les mines et les carrières, plus rarement les bâtiments ou les cavités arboricoles. Les gîtes de mise bas accueillent une quarantaine de femelles, de mi-mai à début juin, et sont principalement localisés dans des constructions (maisons, granges, ruines isolées...) derrière des espaces disjoints plats et étroits, et très rarement dans des arbres (écorces décollées, loges de pics, fentes). Les colonies sont très mobiles même en période d'allaitement. Le pic des naissances se fait vers la mi-juin et les premiers juvéniles peuvent être volants dès la fin du mois. Il n'y a pas de cas de gémellité connu. En fonction du climat et l'altitude, les essaimages automnaux peuvent débuter dès juillet et durer jusqu'en novembre.

## Mode de Chasse
Le Murin à moustaches s'adapte à son environnement et vole dès le crépuscule (parfois même pendant la journée au printemps et en automne). Il chasse presque dans tous les types de biotopes (même par pluie fine) et vole à 1 - 6 mètres de hauteur de manière rapide, souple et sinueuse. Il capture des petits moustiques, des éphéméroptères, des libellules, des coléoptères et des papillons de nuits. 
Pour la chasse, elle s'éloigne peu des gîtes ; le domaine vital s'étend en moyenne sur une vingtaine d'hectares, pour une colonie. Elle est active dans le quart d'heure qui suit la tombée du jour, et pour l'essentiel de la nuit, avec de courtes poses. En milieu encombré, elle chasse dans les endroits ouverts et bien structurés comme une forêt galerie, un chemin au sein d'une végétation dense, une rivière en sous-bois. Elle capture essentiellement des proies volantes, principalement des Diptères, et des Lépidoptères, plus rarement des Arachnides, Coléoptères, Hyménoptères, Punaises. 

## Répartition et habitat
Presque toute l'Europe, Europe du Nord jusqu'au 65° de latitude environ.
Moins lié à la forêt et à l'eau que le Murin de Brandt. Vit davantage dans les parcs, les jardins et les villages. Espèce apparemment plus inféodé aux bâtiments qu'au milieu forestier. En Europe du Sud-Est, également dans les régions karstiques. Colonies de reproduction de 20 - 70 individus généralement dans les cavités fissurées, les bâtiments, les petites maisons, les pavillons de chasse, derrière les revêtements en bois, les volets, entre les balcons et les cloisons. Colonies d'hiver dans les grottes, les galeries, les caves, la plupart du temps suspendu à divers endroits du mur et dans les recoins (rarement dans les fissures). Très fidèle à son territoire mais peut migrer jusqu'à 240 km de distance.
Elle fréquente les milieux mixtes, ouverts à semi-ouverts, de la plaine à la montagne : zones boisées et d'élevage, villages, jardins, milieux forestiers humides, zones humides.

## Sous-espèces
Selon Mammal Species of the World (version 3, 2005)  (20 février 2016) :
- sous-espèce Myotis mystacinus caucasicus
- sous-espèce Myotis mystacinus mystacinus
- sous-espèce Myotis mystacinus occidentalis